# Jagdgeschwader 231
A Jagdgeschwader 231 foi uma asa de caças da Luftwaffe, durante a Alemanha Nazi. Foi formada no dia 1 de novembro de 1938 em Bernburg a partir do I./JG 137. No dia 1 de maio de 1939 a unidade foi extinta.

## Comandantes
- Obstlt Max Ibel, 7 de novembro de 1938 - 1 de maio de 1939